# Risco (kommun)
Risco är en kommun i Spanien.   Den ligger i provinsen Provincia de Badajoz och regionen Extremadura, i den centrala delen av landet, 210 km sydväst om huvudstaden Madrid. Antalet invånare är 154. Arean är 40 kvadratkilometer.
Terrängen i Risco är platt åt sydväst, men åt nordost är den kuperad.